# حملات ایالات متحده آمریکا به یمن (مارس–مه ۲۰۲۵)
در ۱۵ مارس ۲۰۲۵ (۲۵ اسفند ۱۴۰۳)، ایالات متحده آمریکا، حملات، هوایی و دریایی گسترده‌ای را علیه جنبش حوثی‌های مورد حمایت ایران در یمن آغاز کرد که مهم‌ترین عملیات نظامی آمریکا در خاورمیانه، از زمان روی کار آمدن دونالد ترامپ، رئیس‌جمهور آمریکا بود. موج اوّل این حملات، رادارهای حوثی‌ها، پدافند هوایی و سامانه‌های موشکی و پهپادی این کشور را هدف قرار داد. به گفتهٔ فرماندهی مرکزی ایالات متحده آمریکا، این حملات، آغاز یک سری عملیات گسترده‌تر است و هدف اصلی، بازگرداندن امنیت به دریای سرخ است که ماه‌ها پس از حملات حوثی‌ها به کشتی‌های تجاری و نظامی، مختل شده بود.
حوثی‌ها، به عنوان بخشی از محور مقاومت به رهبری ایران، بیش از ۱۹۰ حمله به کشتی‌ها انجام داده‌اند. آن‌ها دو کشتی را غرق کرده‌اند، یک کشتی را توقیف کرده‌اند و حداقل چهار دریانورد را کشته‌اند. آن‌ها این حملات را منبعی پرسود تبدیل کرده‌اند و بنا بر گزارش‌ها، میلیاردها دلار از طریق ارائهٔ مسیر امن به کسانی که پول می‌پردازند، به دست آورده‌اند. این گروه، همچنین چندین موشک بالستیک و پهپاد را به سمت شهرهای اسرائیل شلیک کرده و یک غیرنظامی را نیز در تل‌آویو کشته است. در پاسخ به این حملات، ایالات متحده آمریکا، بریتانیا و اسرائیل به‌صورت یک ائتلاف چندملّیتی، حملات نظامی خود را برای کاهش توانمندی حوثی‌ها انجام داده‌اند.
ترامپ به حوثی‌ها هشدار داد که «دوران شما به پایان رسیده است و حملات شما باید از امروز متوقف شود» و تهدید کرد که در صورت ادامهٔ این حملات، «جهنمی بر سر شما نازل خواهد شد که مانند آن را قبلاً ندیده‌اید.» او همچنین ضمن هشدار به ایران برای پایان دادن به حمایت از حوثی‌ها گفت: «در صورت ادامهٔ حمایت ایران از حوثی‌ها، واشینگتن، تهران را به‌طور کامل پاسخگو خواهد دانست.» این تشدید تنش در حالی اتفاق می‌افتد که ایران، با نظارت بین‌المللی فزاینده‌ای بر سر برنامه غنی‌سازی اورانیوم خود مواجه است و آژانس بین‌المللی انرژی اتمی، نگرانی‌هایی را در مورد نزدیک شدن این کشور به سطح درجه تسلیحاتی مطرح کرده است.
در ۵ می ۲۰۲۵ مقامات فرماندهی مرکزی آمریکا دستور ناگهانی از کاخ سفید دریافت کردند تا حملات را متوقف کنند. ترامپ درباره این تصمیم گفت: «ما ضربات سختی به آن‌ها وارد کردیم و آن‌ها توانایی زیادی برای تحمل مجازات داشتند. می‌توان گفت که شجاعت زیادی در آنجا وجود داشت.» او افزود: «آن‌ها به ما قول دادند که دیگر به کشتی‌ها شلیک نخواهند کرد و ما به آن احترام می‌گذاریم.»

ان‌بی‌سی نیوز گزارش داد این حملات هرگز ضربه فلج‌کننده‌ای به حوثی‌ها وارد نکرده است. در ادامه این گزارش تاکید شده است این حملات از ماه مارس ۲۰۲۵ تاکنون بیش از یک میلیارد دلار برای آمریکا هزینه داشته است. در طی این حملات از هزاران بمب و موشک مورد استفاده شده است. در این مدت هفت پهپاد امریکا سرنگون شده و دو جت جنگنده نیز غرق شده است. یک مقام امریکایی در گفتگو با ان‌بی‌سی نیوز مدعی شد موفقیت در این نبرد از ماه مارس به سختی قابل اندازه‌گیری است چرا که پهپادهای آمریکایی که برای تعیین هدف قرار گرفتن اهداف فرستاده می‌شدند، اغلب توسط حوثی‌ها سرنگون می‌شدند.

## پس‌زمینه

نقشهٔ فعالیت حوثی‌ها و حملات آنان به کشتی‌های باربری و بازرگانی در دریای سرخ (از ابتدای ۲۰۲۳ تاکنون)

حوثی‌ها یک گروه شبه‌نظامی اسلام‌گرای شیعه از یمن هستند که توسط ایران حمایت و به‌طور گسترده‌ای، بخشی از «محور مقاومت» به رهبری ایران محسوب می‌شوند. آن‌ها که در دهه ۱۹۹۰ ظهور کردند، نقش مهمی در جنگ داخلی یمن ایفا و با دولت شناخته شده بین‌المللی یمن مخالفت کردند. این گروه از سال ۲۰۱۴، شمال یمن، از جمله پایتخت آن کشور یعنی صنعا را تصرف کرد و به دلیل نقض حقوق بشر، با محکومیت گسترده‌ای مواجه شد. برخی از کشورها، حوثی‌ها را به عنوان یک سازمان تروریستی طبقه‌بندی کرده‌اند. حوثی‌ها بیش از یک دهه است که علیه ائتلاف، تحت رهبری عربستان سعودی و با حمایت ایالات متحده می‌جنگند. از زمان حمله ۷ اکتبر به رهبری حماس به اسرائیل، آنان بارها کشتی‌های تجاری در دریای سرخ را با استفاده از موشک‌ها، پهپادها و قایق‌های حاوی مواد منفجره هدف قرار داده‌اند و بسیاری از شرکت‌های کشتیرانی را مجبور کرده‌اند تا با هزینه‌های بالاتر، مسیر کشتی‌های خود را در اطراف جنوب آفریقا تغییر دهند. از نوامبر ۲۰۲۳، آن‌ها بیش از ۱۹۰ حمله به کشتی‌ها انجام داده‌اند. آنان دو کشتی را غرق کردند، یک کشتی دیگر را توقیف کردند و حداقل چهار دریانورد را کشتند و تجارت جهانی را مختل کردند. اکونومیست گزارش داده است که حجم محموله‌های حمل‌شده در دریای سرخ، در نتیجهٔ این حملات، ۷۰ درصد کاهش یافته است. بر اساس گزارش‌ها، حوثی‌ها با درخواست پرداخت از مالکان کشتی در ازای عبور امن، حملات خود را به یک مدل تجارتی تبدیل کرده‌اند که از طریق معاملات در بازار سیاه و اخاذی دریایی، درآمد قابل توجهی ایجاد می‌کند.
حوثی‌ها همچنین موشک‌های بالستیک و پهپادها را به سمت شهرهای اسرائیل و از جمله ایلات و تل‌آویو پرتاب کردند که در حمله پهپادی ۲۰۲۴ حوثی‌ها به اسرائیل، یک غیرنظامی کشته شد. در پاسخ به این اقدامات، ایالات متحده، بریتانیا و اسرائیل، با حمایت یک ائتلاف چندملّیتی، عملیاتی نظامی علیه اهداف حوثی‌ها انجام دادند تا توانایی آنان را مختل کنند.
در حالی که سایر اعضای محور مقاومت، از جمله حماس، حزب‌الله لبنان و رژیم اسد، با شکست‌های بزرگی مواجه شدند یا نابود گشتند، حوثی‌ها از موقعیت جغرافیایی و ضعف دولت یمن برای باقی ماندن در قدرت استفاده کرده‌اند. پس از آتش‌بس در غزه در ژانویه ۲۰۲۵، آن‌ها حملات خود را متوقف کردند، امّا ضمناً تهدید کردند که در صورت قطع کمک‌های بشردوستانه به غزه، حملات به اسرائیل را از سر خواهند گرفت و بدین ترتیب، تنش‌ها دوباره بالا گرفت. حوثی‌ها همچنین یک فروند موشک به سمت اف-۱۶ نیروی هوایی آمریکا شلیک کردند و مدّعی شدند که یک پهپاد آمریکایی ام‌کیو ۹ را سرنگون کرده‌اند. دولت ایالات متحده، در ژانویه ۲۰۲۵، حوثی‌ها را دوباره به عنوان یک سازمان تروریستی خارجی معرفی کرد.
تحلیلگران تسلیحاتی پیشنهاد کرده‌اند که حوثی‌ها ممکن است به فناوری پیشرفته هواپیماهای بدون سرنشین دست یافته باشند که در نتیجه، کاربرد عملیاتی آن‌ها را افزایش می‌دهد. بسیاری از تسلیحات این شبه‌نظامیان، یا در تأسیسات زیرزمینی تولید می‌شوند یا از ایران که حامی اصلی آن‌هاست، به‌طور قاچاق وارد می‌شوند. غنی‌سازی اورانیوم ایران در سطح نزدیک به دسترسی به سلاح اتمی، یک نگرانی بزرگ بین‌المللی است. در همین حال، مشکلات اقتصادی در ایران، به ناآرامی‌های داخلی دامن زده است.

## حملات

### ۱۵ مارس
این حملات که مقامات آمریکایی آن را مهم‌ترین اقدام نظامی دورهٔ دوم ترامپ توصیف کرده‌اند، توسط جت‌های جنگنده ناو هواپیمابر یواس‌اس هری اس. ترومن مستقر در شمال دریای سرخ، هواپیماهای تهاجمی نیروی هوایی ایالات متحده و پهپادهای مسلح که از پایگاه‌های منطقه‌ای پرتاب شده بودند، انجام شد.
این حملات هوایی، چندین هدف را در سراسر یمن هدف قرار داد، از جمله فرودگاه بین‌المللی صنعا که یک مرکز بزرگ نظامی را در خود جای داده است. تصاویر، دود سیاهی را بر فراز این منطقه نشان می‌دهد. همچنین در این حملات منطقه شعاب در شمال صنعا، تأسیسات نظامی در تعز و یک نیروگاه برق در دهیان مورد حمله قرار گرفتند.

### ۱۷ مارس
در ادامهٔ حملات هوایی آمریکا به مواضع حوثی‌های یمن، ژنرال الکسیس گرینکویچ، مدیر عملیات ستاد مشترک پنتاگون اعلام کرد که در این حملات، مراکز آموزشی حوثی‌ها، انبار سلاح و زیرساخت‌های نظامی این گروه شبه‌نظامی تحت حمایت ایران هدف قرار داده شده است. او همچنین اشاره کرد: «مجموعه‌ای که بسیاری از کارشناسان ارشد هواپیماهای بدون سرنشین حوثی‌ها را در خود جای داده بود، هدف گرفته شد.» به گفتهٔ حوثی‌ها این حملات به کشته‌شدن دست‌کم ۵۳ نفر منجر شد.

### ۱۲ آوریل
حملات شبانهٔ جنگنده‌های آمریکا طی دو ساعت ۲۹ بار مواضع حوثی‌ها در صنعا، مأرب و الحدیده را هدف قرار دادند. این حملات، ایستگاه ارتباطات حوثی‌ها در منطقه «بُرَع» در الحدیده را نیز هدف قرار داد. همچنین، ۱۱ حملهٔ هوایی دیگر مواضع حوثی‌ها را در شهرستان‌های «العبدیه» و «مجزر» در مأرب هدف قرار داده‌اند. در صنعا، جنگنده‌های آمریکایی انبارهای سلاح و تونل‌های حوثی‌ها را در اردوگاه «جَربان» و همچنین پادگان‌های حوثی در شهرستان «بنی حشیش» در شرق پایتخت را بمباران کردند.

### ۱۸ آوریل
حوثی‌های یمن اعلام کردند که در جریان حملات هوایی بامداد جمعه ۱۸ آوریل ایالات متحده آمریکا به بندر نفتی «رأس عیسی»، ۷۴ نفر کشته و ۱۲۶ تن زخمی شده‌اند. این بندر که در کنترل حوثی‌هاست، در استان الحدیده در ساحل دریای سرخ قرار دارد. فرماندهی مرکزی ارتش آمریکا (سنتکام) ضمن تأیید این حملات اعلام کرد که هدف از این عملیات، «نابودی منابع تأمین سوخت و درآمدهای غیرقانونی حوثی‌ها» بوده است. به گزارش آسوشیتد پرس، این حمله یکی از مرگبارترین عملیات‌هایی بود که از زمان آغاز کارزار نظامی آمریکا از ۱۵ مارس تاکنون علیه حوثی‌های مورد حمایت ایران انجام شده است. فرماندهی مرکزی آمریکا در بیانیه‌ای اعلام کرد: «نیروهای آمریکایی با هدف حذف منابع تأمین سوخت برای تروریست‌های حوثی مورد حمایت ایران و قطع درآمدهای غیرقانونی آن‌ها که بیش از یک دهه منطقه را هدف ترور قرار داده‌اند، این عملیات را انجام دادند.»

## واکنش‌ها

### یمن
دفتر سیاسی حوثی‌ها این حملات را جنایت جنگی خواند. نصرالدین عامر، معاون رئیس دفتر رسانه‌ای حوثی‌ها، گفت: «صنعا سپر و پشتیبان غزه باقی خواهد ماند و صرف نظر از چالش‌ها، آن را رها نخواهد کرد.» یکی دیگر از اعضای ارشد حوثی‌ها به العربیه گفت که این حملات حاکمیت یمن را نقض می‌کند و با پاسخی «دردناک و بازدارنده» مواجه خواهد شد.  در ۱۸ مارس، نیروهای مسلح یمنی طرفدار حوثی‌ها اعلام کردند که «تجاوز آمریکا مانع از انجام وظایف دینی، اخلاقی و انسانی یمنِ ثابت قدم و مبارز در قبال مردم فلسطین نخواهد شد» و درخواست حوثی‌ها از اسرائیل برای لغو محاصره نوار غزه را تکرار کردند.
شورای رهبری ریاست جمهوری که توسط سازمان ملل به رسمیت شناخته شده است، از جامعه بین‌المللی خواست تا همکاری را تقویت کرده و یک استراتژی جامع برای مقابله با شبه‌نظامیان حوثی و مسدود کردن بودجه آنها اتخاذ کند. شورای رهبری اعلام کرد که حملات ایالات متحده نشان‌دهنده تغییر در رویکرد بین‌المللی به حوثی‌ها است و تأکید کرد که تهدید آنها اکنون فراتر از یمن و همسایگانش است و امنیت و ثبات جهانی را به خطر می‌اندازد.
در ۱۷ مارس، ده‌ها هزار معترض در حمایت از حوثی‌ها در صنعا، صعده، ذمار، الحدیده و عمران راهپیمایی کردند.

### پاسخ نظامی یمن
در ۱۶ مارس، حوثی‌ها اعلام کردند که ۱۸ موشک بالستیک و کروز و یک پهپاد به سمت ناو هواپیمابر یو‌اس‌اس هری اس. ترومن و گروه ضربت آن شلیک کرده‌اند.  یک مقام آمریکایی ادعا کرد که ۱۱ پهپاد توسط جنگنده‌های اف-۱۶ و اف-۱۸ رهگیری شده‌اند، در حالی که یک موشک حوثی‌ها دچار نقص فنی شده و در آب فرود آمده است. صبح ۱۷ مارس، حوثی‌ها ادعا کردند که حمله دیگری به ناو هواپیمابر یو‌اس‌اس هری اس. ترومن و کشتی‌های جنگی اطراف آن، شامل ۱۸ موشک و یک پهپاد، انجام داده‌اند.[48] صبح ۱۸ مارس، حوثی‌ها ادعا کردند که حمله سومی به ناو هواپیمابر و کشتی‌های جنگی اطراف آن انجام داده‌اند که به گفته ژنرال آمریکایی الکسوس گرینکویچ، تأیید آن دشوار است زیرا حملات آنها "بیش از ۱۰۰ مایل با اهداف خود فاصله داشتند".. حوثی‌ها در ۱۹ مارس مسئولیت حمله چهارم به ناو هواپیمابر، شامل موشک‌های کروز و پهپادها، را بر عهده گرفتند.
نیویورک تایمز گزارش داد چندین جنگنده  اف-۳۵  و اف-۱۶ اس در آستانه ساقط شدن توسط پدافند یمن بودند.

### امریکا
دونالد ترامپ رئیس‌جمهور ایالات متحده گفت: «حوثی‌ها یک کمپین «دزدی دریایی، خشونت و تروریسم علیه آمریکایی‌ها و سایر کشتی‌ها، هواپیماها و پهپادها» را به راه انداخته‌اند.» وی متعهد شد تا زمانی که حملات حوثی‌ها به کشتی‌ها متوقف نشود، از «نیروی مرگبار گسترده‌تری» استفاده خواهد کرد و اعلام کرد که «هیچ نیروی تروریستی، کشتی‌های تجاری و دریایی آمریکا را از حرکت آزادانه در آب‌های جهان باز نخواهد داشت.»
ترامپ خطاب به حوثی‌ها گفت: «دوران شما به پایان رسیده است و حملات شما باید از امروز متوقف شوند.» او همچنین به ایران هشدار داد که به حمایت خود از حوثی‌ها پایان دهد و قول داد که ایران باید «کاملاً پاسخگوی» اقدامات کشورهای تحت حمایتش باشد.
دونالد ترامپ روز دوشنبه، ۱۷ مارس پس از تهدید ایران در صفحهٔ تروث سوشال خود نیز نوشت:
فریب نخورید! صدها حمله‌ای که توسط حوثی‌ها، اوباش و تبهکاران شرور مستقر در یمن که مورد نفرت مردم یمن نیز هستند، همگی از ایران سرچشمه می‌گیرند و توسط ایران ایجاد می‌شوند. هر نوع حمله یا عملیات تلافی‌جویانهٔ بیشتر از سوی حوثی‌ها با قدرت زیاد پاسخ داده خواهد شد و هیچ تضمینی وجود ندارد که پاسخ ما تنها در همین‌جا متوقف شود. ایران در حال بازی کردن نقش «قربانی بی‌گناه» در میان تروریست‌های سرکش است و وانمود می‌کند که از کنترل خارج شده‌اند، امّا این تروریست‌ها از کنترل خارج نشده‌اند، بلکه آن‌ها هر اقدامی را به حوثی‌ها دیکته می‌کنند، به آنان سلاح می‌دهند، پول و تجهیزات نظامی بسیار پیشرفته و حتی به اصطلاح «اطلاعات» می‌دهند. از این به بعد، هر شلیک و حمله‌ای که حوثی‌ها انجام دهند، این‌گونه در نظر گرفته خواهد شد که این شلیک‌ها با سلاح‌ها و رهبری ایران انجام شده و ایران مسئول این حملات خواهد بود و عواقب آن را خواهد پرداخت و این عواقب «فاجعه‌بار» خواهد بود.
مارکو روبیو وزیر خارجه آمریکا نیز گفت: «حملات ما پیامی واضح برای ایران است. اگر حملات حوثی‌ها متوقف نشود، عواقب آن متحمل ایران می‌شود. حملات حوثی‌ها زیر نظر ایران انجام می‌شود و اگر ایران به حوثی‌ها موشک نمی‌داد، آنان توان انجام این حملات را نداشتند. فکر نمی‌کنم در حال حاضر نیازی به عملیات زمینی در یمن باشد. حملات ما تا نابودی کامل حوثی‌ها ادامه خواهد یافت.»
مایکل والتز، مشاور امنیت ملّی آمریکا نیز اعلام کرد که ایالات متحده ممکن است اهداف مرتبط با ایران را در یمن در چارچوب عملیات نظامی علیه حوثی‌ها هدف قرار دهد. مشاور امنیت ملّی آمریکا روز یکشنبه ۱۶ مارس، گفت که واشینگتن تنها به هدف قرار دادن شبه‌نظامیان حوثی بسنده نخواهد کرد، بلکه آمادهٔ حمله به اهدافی است که مستقیماً با ایران در ارتباط هستند.
مشاور امنیت ملّی آمریکا در ادامه تصریح کرد: «اهداف احتمالی برای حملات آیندهٔ آمریکا شامل کشتی‌های ایرانی مستقر در نزدیکی سواحل یمن است که به حوثی‌ها در جمع‌آوری اطلاعات کمک می‌کنند. همچنین مربیان نظامی ایرانی که در یمن حضور دارند و تجهیزاتی که ایران در اختیار حوثی‌ها قرار داده نیز در حملات احتمالی آمریکا هدف قرار خواهند گرفت. ما نه‌تنها حوثی‌ها، بلکه حامیان ایرانی آن‌ها را نیز پاسخگو خواهیم کرد.»
پیت هگست، وزیر دفاع آمریکا نیز در این باره گفت: «حملهٔ حوثی‌ها به کشتی‌ها و هواپیماهای آمریکایی (و سربازان ما) قابل تحمل نخواهد بود» و به ایران که از آن‌ها حمایت می‌کند، هشدار داد و افزود: «آزادی دریانوردی بازگردانده خواهد شد.»
ترامپ با صدور دستور نهایی در روز شنبه، ۱۵ مارس، اجازهٔ طرح این حمله را که برای چند هفته در حال توسعه بود، صادر کرد. اعضای منتخب کنگره نیز در همان روز از کاخ سفید توضیحاتی دریافت کردند.

در ۵ می ۲۰۲۵ مقامات فرماندهی مرکزی آمریکا دستور ناگهانی از کاخ سفید دریافت کردند تا حملات را متوقف کنند. ترامپ درباره این تصمیم گفت:
ما ضربات سختی به آن‌ها وارد کردیم و آن‌ها توانایی زیادی برای تحمل مجازات داشتند. می‌توان گفت که شجاعت زیادی در آنجا وجود داشت.
 او افزود:
آن‌ها به ما قول دادند که دیگر به کشتی‌ها شلیک نخواهند کرد و ما به آن احترام می‌گذاریم

### رسانه ها
ان‌بی‌سی نیوز گزارش داد این حملات هرگز ضربه فلج‌کننده‌ای به حوثی‌ها وارد نکرده است. در ادامه این گزارش تاکید شده است این حملات از ماه مارس ۲۰۲۵ تاکنون بیش از یک میلیارد دلار برای آمریکا هزینه داشته است. در طی این حملات از هزاران بمب و موشک مورد استفاده شده است. در این مدت هفت پهپاد امریکا سرنگون شده و دو جت جنگنده نیز غرق شده است. یک مقام امریکایی در گفتگو با ان‌بی‌سی نیوز مدعی شد موفقیت در این نبرد از ماه مارس به سختی قابل اندازه‌گیری است چرا که پهپادهای آمریکایی که برای تعیین هدف قرار گرفتن اهداف فرستاده می‌شدند، اغلب توسط حوثی‌ها سرنگون می‌شدند.

## آتش بس
در ۶ می ۲۰۲۵، دونالد ترامپ، پایان حملات به یمن را اعلام کرد و اظهار داشت که این حملات در نتیجه آتش‌بس بین ایالات متحده و حوثی‌ها، که توسط عمان میانجی‌گری شده بود، «بلافاصله» به پایان رسید. حوثی‌ها موافقت کردند که حملات به کشتی‌ها در دریای سرخ را متوقف کنند، اما تأکید کردند که آتش‌بس به «هیچ وجه، شکل یا فرمی» به اسرائیل، که به تازگی حملات خود را به یمن آغاز کرده بود، اعمال نمی‌شود. در حالی که ترامپ این آتش‌بس را به‌عنوان «تسلیم شدن» حوثی‌ها و «نخواستن جنگ دیگر» قلمداد کرد و همچنین «شجاعت زیادی» نشان داده بودند، حوثی‌ها ادعا کردند که در واقع این ایالات متحده بود که «عقب‌نشینی کرد». طبق گزارش‌ها، ایران نقشی در متقاعد کردن حوثی‌ها برای برقراری آتش‌بس با ایالات متحده برای کمک به ایجاد «شتاب» برای مذاکرات هسته‌ای ایالات متحده و ایران در سال ۲۰۲۵ داشت. به گفته مقامات اسرائیلی، اسرائیل از آتش‌بس ایالات متحده و حوثی‌ها «اطلاع قبلی» دریافت نکرد. رسانه‌های اسرائیلی آتش‌بس را «خبر بسیار بدی برای اسرائیل» و «دوچندان تعجب‌آور» توصیف کردند. پس از توافق آتش‌بس، بنیامین نتانیاهو، نخست‌وزیر اسرائیل، تأکید کرد که «اسرائیل از خود دفاع خواهد کرد».